# 33517 Paulfoltin
33517 Paulfoltin è un asteroide della fascia principale. Scoperto nel 1999, presenta un'orbita caratterizzata da un semiasse maggiore pari a 2,8030354 UA e da un'eccentricità di 0,1990538, inclinata di 6,86699° rispetto all'eclittica.